# Kirche Linstow

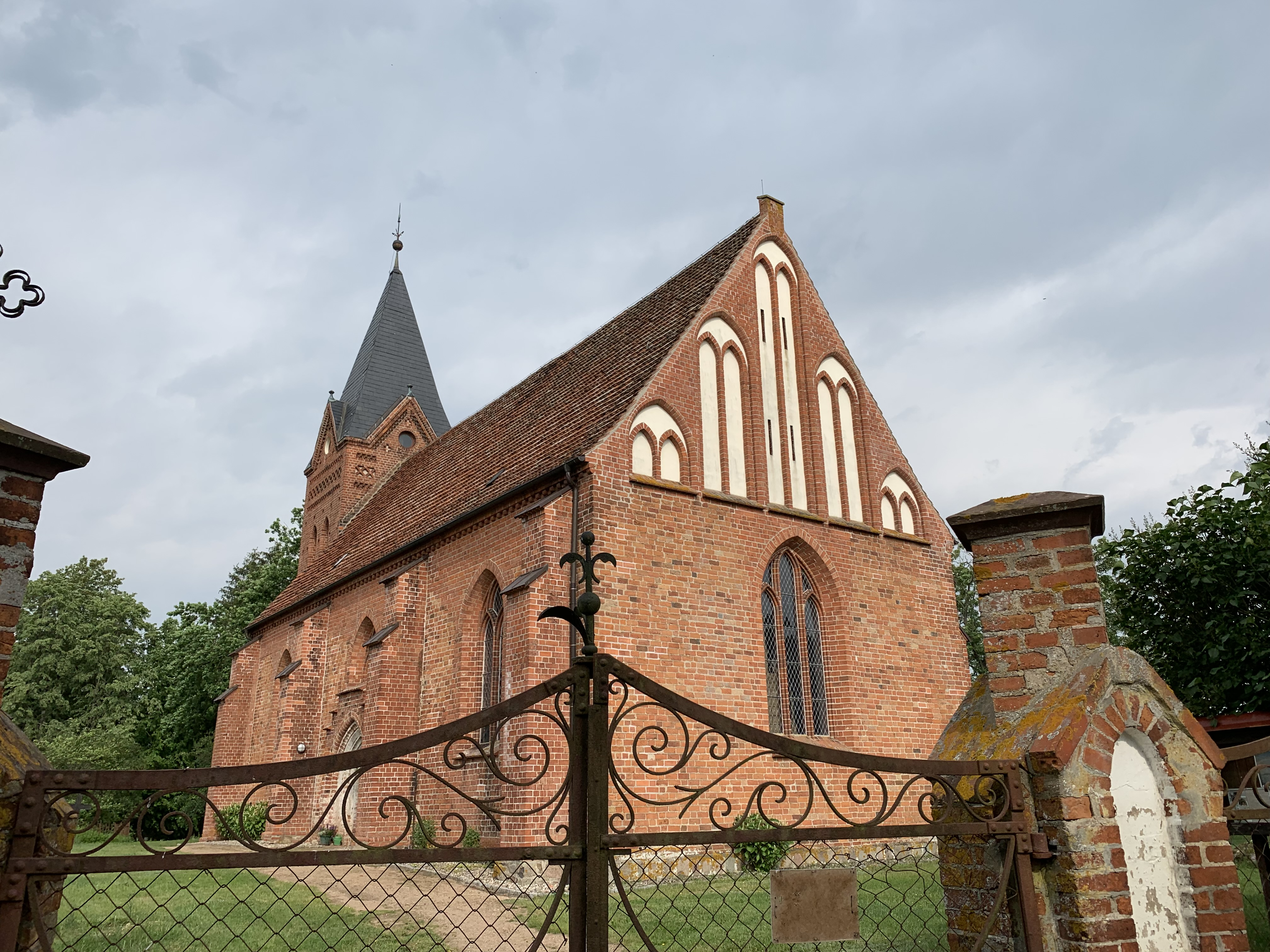
Kirche Linstow

Die evangelische Kirche Linstow ist eine Saalkirche in Linstow, einem Ortsteil der Gemeinde Dobbin-Linstow im Landkreis Rostock in Mecklenburg-Vorpommern. Die Kirchengemeinde gehört zur Propstei Rostock im Kirchenkreis Mecklenburg der Evangelisch-Lutherischen Kirche in Norddeutschland.

## Lage
Die Straße Hechtschwanz führt von Norden kommend in den Ort. Sie verläuft in südlicher Richtung und quert die Nebel. Anschließend zweigt sie nach Osten hin als Kiether Straße ab. Die Kirche steht westlich dieser Straßenkreuzung auf einem Grundstück mit einem Kirchfriedhof, der mit einer Mauer aus rötlichen Mauersteinen eingefriedet ist. Westlich verläuft die Bundesautobahn 19 in Nord-Süd-Richtung wenige hundert Meter am Gebäude entlang.

## Geschichte
Zum Ursprung des Bauwerks existieren unterschiedliche Angaben. Die Kirchengemeinde gibt auf ihrer Webseite an, dass das Bauwerk erstmals 1256 erwähnt wurde. Ein Informationsblatt der Kirche äußert sich vorsichtiger und geht davon aus, dass das Bauwerk um 1350 entstanden sei. Ähnlich vorsichtig ist auch die Angabe im Dehio-Handbuch, das den Baubeginn in die Zeit um 1300 legt. Eine Informationstafel des Naturparks Nossentiner/Schwinzer Heide vor dem Bauwerk informiert darüber, dass 1236 eine Kirche erwähnt worden sei und der Bau aus dem späten 13. Jahrhundert stammt. Nach einer erheblichen Beschädigung im Dreißigjährigen Krieg fehlten die finanziellen Mittel für eine umfassende Sanierung. Das Bauwerk verfiel zusehends und wurde erst zur Mitte des 19. Jahrhunderts grundlegend erneuert.  1871 führte die Kirchengemeinde umfangreiche Änderungen durch. Handwerker errichteten seitliche Strebepfeiler und vergrößerten die Fenster. Im Westen wurde 1887 ein Kirchturm angebaut. Neben den Änderungen an der Fassade tauschten sie auch die Kirchenausstattung aus, die seit dieser Zeit einheitlich neugotisch aus Holz gearbeitet wurde. 1993 wurden das Dach des Kirchenschiffs sowie des Turms, 2003 die Fassade des Schiffs restauriert.

## Baubeschreibung

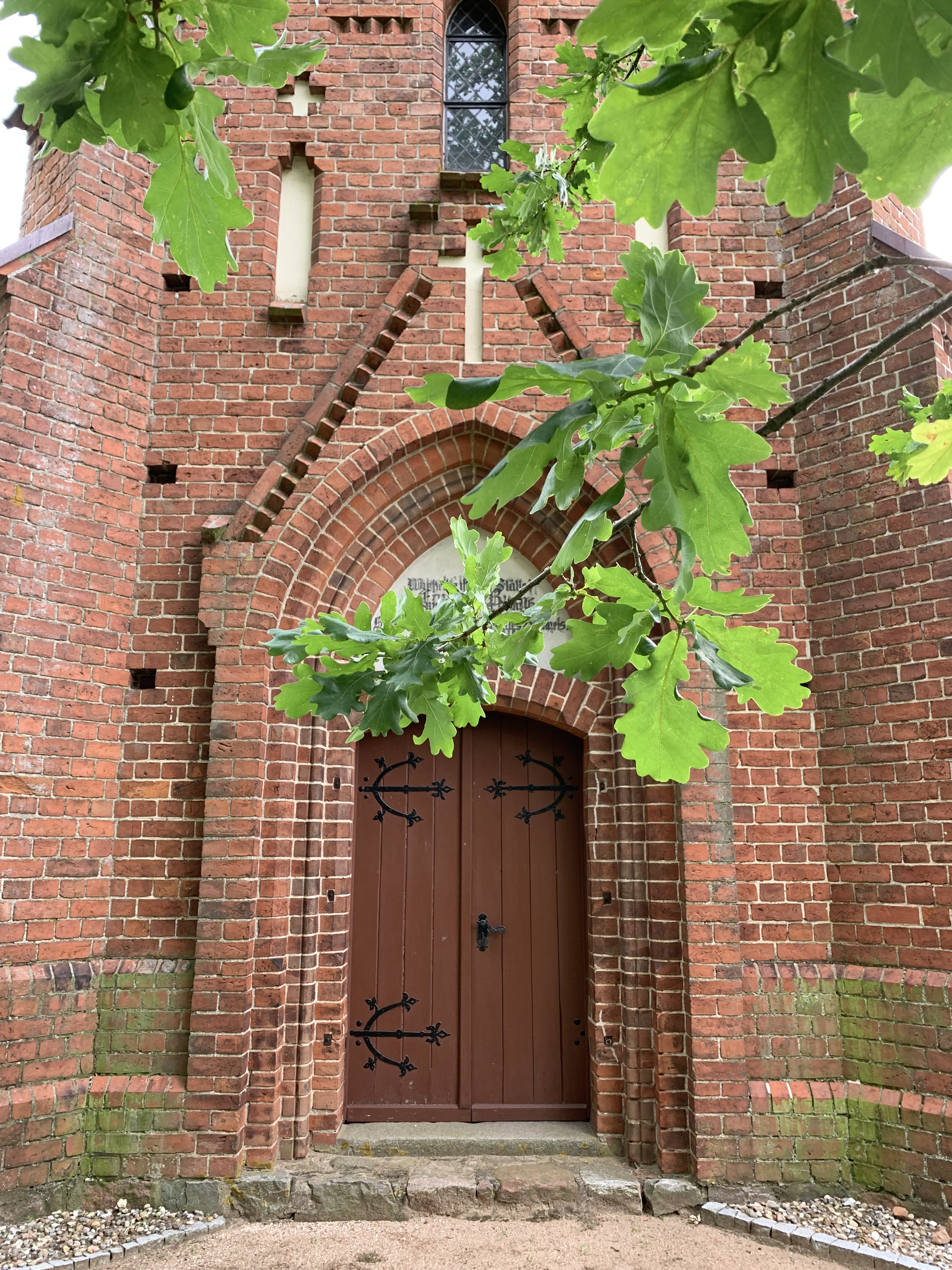
Westportal

Das Bauwerk wurde im Wesentlichen aus rötlichem Mauerstein errichtet. Der Chor ist gerade und nicht eingezogen. Die Chorostwand wird von einem großen, dreiteiligen Spitzbogenfenster dominiert. Darüber ist ein reichhaltig geschmückter Giebel, in den mit Mauersteinen insgesamt fünf doppelte und spitzbogenförmige Blenden eingearbeitet wurden.
Das Kirchenschiff hat einen rechteckigen Grundriss und wird von je vier gestuften Strebepfeilern stabilisiert. Am nordöstlichen Ende des Langhauses ist eine Sakristei mit einem rechteckigen Grundriss aus Mauerstein auf einem Feldsteinsockel. Sie kann von Norden her über eine gedrückt-segmentbogenförmige Pforte her betreten werden; darüber eine spitzbogenförmige Blende mit einem Zitat von Martin Luther: „Für / meine Deutschen / bin ich geboren, ihnen will ich dienen!“. An der Nord- und Südseite ist ein kleines Bleiglasfenster. In den beiden verbleibenden Feldern ist je ein großes und ebenfalls dreiteiliges Spitzbogenfenster. Neben dem westlich gelegenen Fenster ist leicht rechts nach unten versetzt eine dreifach getreppte, zugesetzte Priesterpforte. Zwei Fenster gleicher Bauart finden sich auch an der Südseite im westlich und östlich gelegenen Feld. Im mittleren Feld ist ein aufwendiges, fünffach getrepptes Portal mit Birnstabrippen; darüber ein hochgesetztes und dreiteiliges Fenster. Die Westwand ist geschlossen; Im Giebel sind seitlich je eine spitzbogenförmige Blende mit zwei spitzbogenförmigen Bögen.
Der Westturm ist quadratisch und stark eingezogen. Im Westen ist unter einem Giebel mit einem gemauerten Kreuz eine weitere gedrückt-segmentbogenförmige Pforte mit einem Spitzgiebel. Dort überlagern sich zwei Inschriften. Eine stammt aus dem 1. Buch Mose: „Wie heilig ist diese Stätte! Hier ist nichts anderes als Gottes Haus, und hier ist die Pforte des Himmels.“ (Gen 28,12 ), die zweite zitiert das Kirchenlied von Martin Luther Ein feste Burg ist unser Gott. Oberhalb sind mehrere hochrechteckige Blenden, mittig hochrechteckige Fenster. Sie werden von seitlich angeordneten Strebepfeilern begleitet. An der Nord- und Südseite sind mehrere spitzbogenförmige Fenster. Am Übergang zum Glockengeschoss ist ein Blendenfries. Darüber sind an den drei zugänglichen Seiten je zwei spitzbogenförmige Klangarkaden und ein weiterer Fries. Der Turm schließt mit einem Helm und Turmkugel und Spitze ab.

## Ausstattung

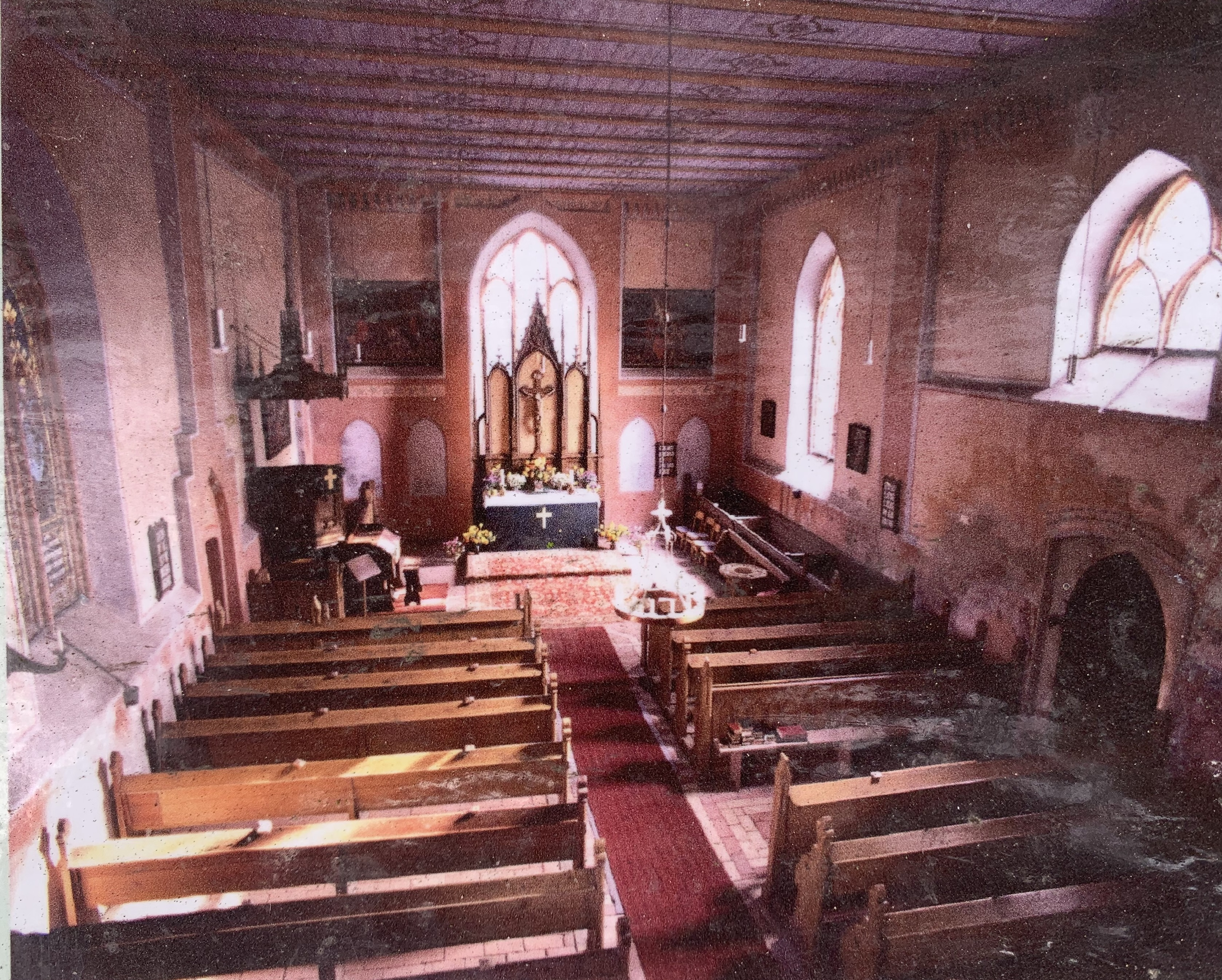
Blick in den Innenraum

Die neogotische Kirchenausstattung stammt einheitlich aus dem Jahr 1887. Das hölzerne Altarretabel ist vergleichsweise schlicht gehalten und besteht aus einem dreizonigen, spitzbogenförmigen Aufsatz; mittig ein Kruzifix. Dahinter an der Chorostwand sind zwei Tafelbilder. An der Chornordwand steht die ebenfalls hölzerne Kanzel mit einem kronenförmigen Schalldeckel. Sehenswert sind zwei Buntglasfenster, die von den Geschwistern Fensch in Gedenken an deren Eltern, die Gutsbesitzer von Linstow, 1911 gestiftet wurden. Sie zeigen eine Ährensammlerin und einen Schnitter.
Auf der Westempore steht eine Orgel, die Julius Schwarz im Jahr 1897 errichtete. Sie enthält sechs Register auf einem Manual und Pedal. Das Bauwerk ist im Innern flach gedeckt. Im Turm hängt eine Glocke aus Bronze.
Auf dem Friedhof erinnert ein Gedenkstein an die Pastorenfrau Edith von Dobbeler und deren drei Kinder. Sie nahm sich nach einem Übergriff durch Soldaten der Roten Armee am 3. Mai 1945 das Leben.